# Osphrantis
Osphrantis is een geslacht van vlinders van de familie van de grasmotten (Crambidae), uit de onderfamilie van de Acentropinae. De wetenschappelijke naam en de beschrijving van dit geslacht werden voor het eerst in 1897 gepubliceerd door Edward Meyrick. 
Dit geslacht is monotypisch, dat wil zeggen dat het maar één soort heeft namelijk Osphrantis paraphaea Meyrick, 1897 uit Indonesië.